# Tav (bogstav)
 Ikke at forveksle med Tau (bogstav).
Tav (ת) er det toogtyvende og sidste bogstav i det hebraiske alfabet.
ת har talværdien 400.
| Sprog | Spire Denne artikel om sprog er en spire som bør udbygges. Du er velkommen til at hjælpe Wikipedia ved at udvide den. |